# Chalinolobus nigrogriseus
Chalinolobus nigrogriseus је врста слепог миша из породице вечерњака (лат. Vespertilionidae).

## Распрострањење
Ареал врсте је ограничен на мањи број држава. 
Врста има станиште у северној Аустралији и Папуи Новој Гвинеји.

## Станиште
Станишта врсте су шуме и мочварна и плавна подручја. 
Врста је присутна на подручју острва Нова Гвинеја.

## Угроженост
Ова врста је наведена као последња брига, јер има широко распрострањење и честа је врста.